# فینال لیگ اروپا ۲۰۱۶
فینال لیگ اروپا ۲۰۱۶ (انگلیسی: 2016 UEFA Europa League Final) مسابقه فوتبالی است که در ۱۸ مه ۲۰۱۶ در ورزشگاه سنت یاکوب پارک بازل در کشور سوئیس میان دو تیم لیورپول و سویا برگزار شده‌است.
این مسابقه با نتیجه ۳ بر یک به سود باشگاه فوتبال سویا به پایان رسیده‌است.
برنده این بازی علاوه بر قهرمانی در پیکارهای یورو لیگ جواز حضور در لیگ قهرمانان اروپا در فصل ۲۰۱۶–۱۷ و همچنین بازی در سوپر جام اروپا را به‌دست خواهد آورد.

## پیش‌زمینه

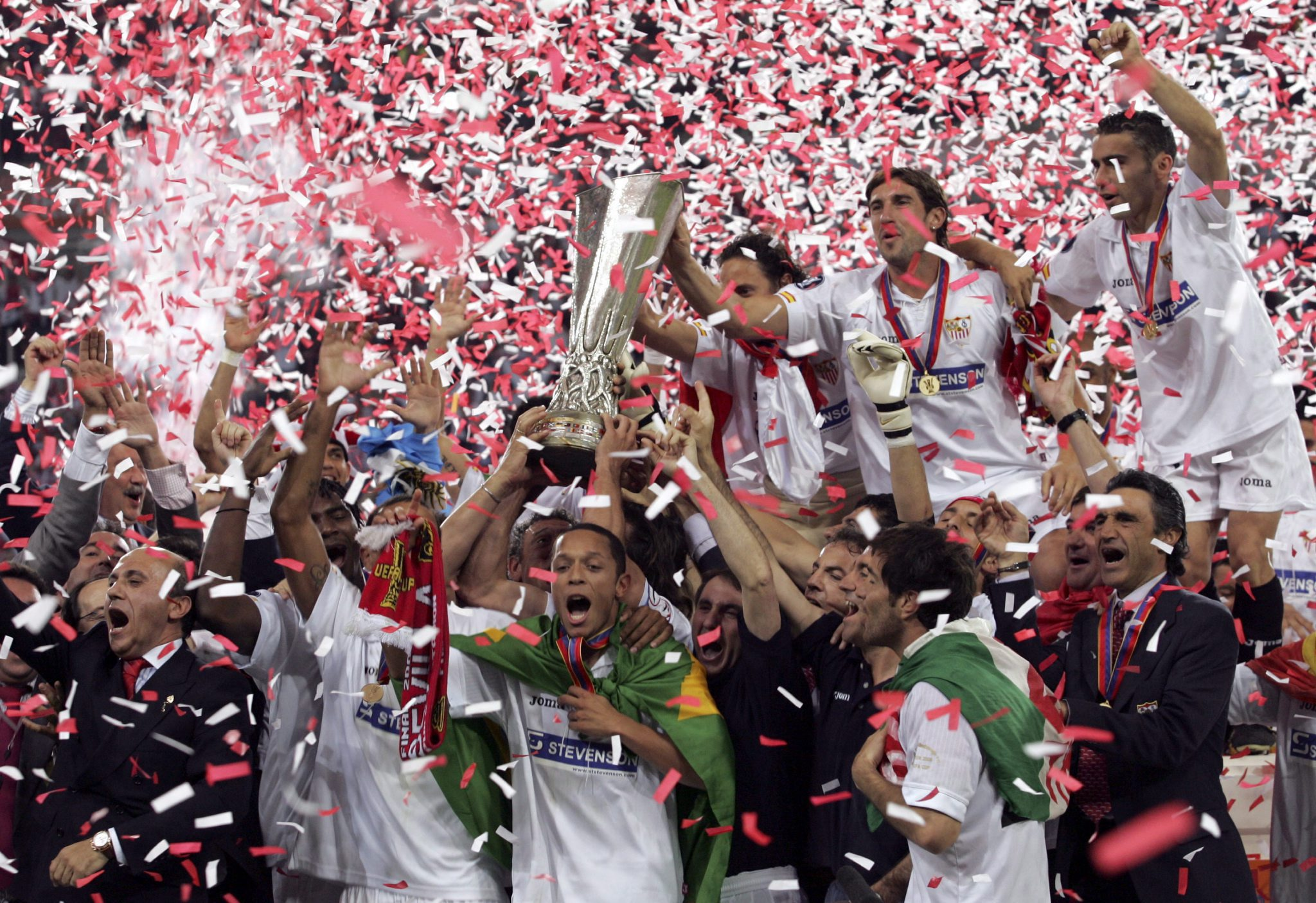
جشن قهرمانی بازیکنان سویا پس از پیروزی در فینال ۲۰۰۶ و ثبت نخستین جام اروپایی در تاریخ باشگاه.

لیورپول تا کنون سه بار به فینال این رقابت‌ها راه یافته‌است. نخستین بار در فصل ۱۹۷۲–۷۳ با هدایت بیل شنکلی به فینال این پیکارها راه یافت که در دو بازی رفت و برگشت موفق به شکست بروسیا مونشن گلادباخ شد. این نخستین حضور لیورپول در یک فینال اروپایی و بالطبع پس از پیروزی در این بازی نخستین جام اروپایی تاریخ باشگاه نیز به‌دست آمد سپس در دومین حضور خود در فینال این مسابقات در سال ۱۹۷۶ با سرمربی‌گری باب پیزلی توانست در مجموع دو دیدار رفت و برگشت، با شکست ۴–۳ بروژ بلژیک برای دومین بار فاتح این مسابقات شود سومین و واپسین حضور لیورپول در فینال به سال ۲۰۰۱ میلادی بازمی‌گردد. در آن بازی که در ورزشگاه وست فالن شهر دورتموند برگزار می‌شد، لیورپول توانست با استفاده از قانون گل طلایی موفق به شکست دپورتیوو آلاوز شود. بازی در حالی به وقت اضافه کشیده شد که باز در وقت معمول با نتیجه ۴–۴ مساوی به پایان رسید بود که در دقیقه ۱۱۶ بازیکنان آلاوز به اشتباه دروازه خود را باز کردند تا لیورپول برای سومین بار فاتح این جام شود.
سویا با چهار عنوان قهرمانی، پرافتخارترین تیم لیگ اروپا به‌شمار می‌آید. نخستین قهرمانی این تیم در فصل ۲۰۰۵–۰۶ در برابر میدلزبورو با نتیجه قاطع ۴–۰ به دست آمد. انزو مارسکا با به ثمر رساندن دو گل در این بازی موثرترین بازیکن این تیم بود و در پایان نیز به عنوان بهترین بازیکن میدان برگزیده شد تیم سویا فصل بعد نیز موفق به حضور در فینال این بازی‌ها شد و با شکست اسپانیول دومین عنوان خود را در این مسابقات به دست آورد. این مسابقه که در ورزشگاه همپدن پارک شهر گلاسکو برگزار می‌شد پس از تساوی ۲ بر ۲ دو تیم در وقت معمول و اضافی، تیم سویا توانست در ضربات پنالتی موفق به شکست حریف خود شد سومین حضور سویا در فینال لیگ اروپا در سال ۲۰۱۴ بود که با شکست بنفیکا برای سومین بار فاتح لیگ اروپا شد. در فصل بعد نیز باری دیگر سویا به بازی پایانی این پیکارها راه یافت که در شهر ورشو موفق به شکست حریف اوکراینی خود، دنیپرو دنیپروپتروفسک، شد و برای چهارمین بار عنوان قهرمانی لیگ اروپا را کسب کرد. تیم سویا با این قهرمانی به عنوان پرافتخارترین تیم تاریخ لیگ اروپا لقب گرفت.

## ورزشگاه میزبان

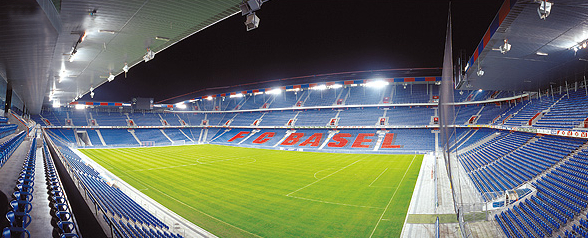
ورزشگاه سنت یاکوب پارک در سپتامبر ۲۰۱۴ میلادی از سوی یوفا به عنوان ورزشگاه میزبان فینال فصل ۲۰۱۵–۱۶ انتخاب شد.

ورزشگاه سنت یاکوب پارک واقع در شهر بازل در ۱۸ سپتامبر ۲۰۱۴ پس از به دست آوردن امتیازات لازم برای میزبانی بازی پایانی، توسط سازمان یوفا میزبانی این مسابقه به این ورزشگاه و شهر واگذار شد سازهٔ قدیمی این ورزشگاه علاوه بر میزبانی چند بازی در جام جهانی ۱۹۵۴، میزبان چهار فینال جام برندگان جام اروپا در سال‌های ۱۹۶۹، ۱۹۷۵، ۱۹۷۹ و ۱۹۸۴ بوده‌است. ورزشگاه کنونی در سال ۱۹۹۸ تخریب شد و سه سال بعد در سال ۲۰۰۱ میلادی بازگشایی شد. گنجایش این ورزشگاه ۳۸٬۵۱۲ نفر است، اما گنجایش ورزشگاه برای رقابت‌های اروپایی و بین‌المللی با تقلیل ۱۵۰۰ صندلی به‌شمار ۳۶٬۰۰۰ می‌رسد. این ورزشگاه همچنین میزبان شش بازی از رقابت‌های یورو ۲۰۰۸ بوده‌است.

## مسیر فینال
| لیورپول                      | لیورپول                      | لیورپول                      | لیورپول                      | مرحله                    | سویا                         | سویا                         | سویا                         | سویا                         |
| ---------------------------- | ---------------------------- | ---------------------------- | ---------------------------- | ------------------------ | ---------------------------- | ---------------------------- | ---------------------------- | ---------------------------- |
| لیگ اروپا                    | لیگ اروپا                    | لیگ اروپا                    | لیگ اروپا                    |                          | لیگ قهرمانان                 | لیگ قهرمانان                 | لیگ قهرمانان                 | لیگ قهرمانان                 |
| حریف                         | نتیجه                        | نتیجه                        | نتیجه                        | دور گروهی                | حریف                         | نتیجه                        | نتیجه                        | نتیجه                        |
| بوردو                        | ۱–۱ (م)                      | ۱–۱ (م)                      | ۱–۱ (م)                      | بازی ۱                   | بروسیا مونشن گلادباخ         | ۳–۰ (خ)                      | ۳–۰ (خ)                      | ۳–۰ (خ)                      |
| سیون                         | ۱–۱ (خ)                      | ۱–۱ (خ)                      | ۱–۱ (خ)                      | بازی ۲                   | یوونتوس                      | ۰–۲ (م)                      | ۰–۲ (م)                      | ۰–۲ (م)                      |
| روبین کازان                  | ۱–۱ (خ)                      | ۱–۱ (خ)                      | ۱–۱ (خ)                      | بازی ۳                   | منچستر سیتی                  | ۱–۲ (م)                      | ۱–۲ (م)                      | ۱–۲ (م)                      |
| روبین کازان                  | ۱–۰ (م)                      | ۱–۰ (م)                      | ۱–۰ (م)                      | بازی ۴                   | منچستر سیتی                  | ۱–۳ (خ)                      | ۱–۳ (خ)                      | ۱–۳ (خ)                      |
| بوردو                        | ۲–۱ (خ)                      | ۲–۱ (خ)                      | ۲–۱ (خ)                      | بازی ۵                   | بروسیا مونشن گلادباخ         | ۲–۴ (م)                      | ۲–۴ (م)                      | ۲–۴ (م)                      |
| سیون                         | ۰–۰ (م)                      | ۰–۰ (م)                      | ۰–۰ (م)                      | بازی ۶                   | یوونتوس                      | ۱–۰ (خ)                      | ۱–۰ (خ)                      | ۱–۰ (خ)                      |
| صعود به عنوان سرگروه گروه بی | صعود به عنوان سرگروه گروه بی | صعود به عنوان سرگروه گروه بی | صعود به عنوان سرگروه گروه بی | رده‌بندی پایانی دور گروهی | رده سوم، حذف از لیگ قهرمانان | رده سوم، حذف از لیگ قهرمانان | رده سوم، حذف از لیگ قهرمانان | رده سوم، حذف از لیگ قهرمانان |
| صعود به عنوان سرگروه گروه بی | صعود به عنوان سرگروه گروه بی | صعود به عنوان سرگروه گروه بی | صعود به عنوان سرگروه گروه بی | لیگ اروپا                |                              |                              |                              |                              |
| حریف                         | مجموع                        | رفت                          | برگشت                        | مرحله حذفی               | حریف                         | مجموع                        | رفت                          | برگشت                        |
| آگسبورگ                      | ۱–۰                          | ۰–۰ (م)                      | ۱–۰ (خ)                      | مرحله یک شانزدهم         | مولده                        | ۳–۱                          | ۳–۰ (خ)                      | ۰–۱ (م)                      |
| منچستر یونایتد               | ۳–۱                          | ۲–۰ (خ)                      | ۱–۱ (م)                      | مرحله یک‌هشتم             | بازل                         | ۳–۰                          | ۰–۰ (م)                      | ۳–۰ (خ)                      |
| بروسیا دورتموند              | ۵–۴                          | ۱–۱ (م)                      | ۴–۳ (خ)                      | مرحله یک‌چهارم            | اتلتیک بیلبائو               | ۳–۳ (۵–۴ پ)                  | ۲–۱ (م)                      | ۱–۲ (و. ا) (خ)               |
| ویارئال                      | ۳–۱                          | ۰–۱ (م)                      | ۳–۰ (خ)                      | نیمه نهایی               | شاختار دونتسک                | ۵–۳                          | ۲–۲ (م)                      | ۳–۱ (خ)                      |

## بازی
- بر اساس قرعه‌کشی، تیم اول (لیورپول) از شرایط و امتیاز میزبانی در مسابقه فینال برخوردار خواهد بود.

| لیورپول     | ۱–۳   | سویا                     |
| ----------- | ----- | ------------------------ |
| استوریج ۳۵' | گزارش | گمرو ۴۶' · کوکه ۶۴'، ۷۰' |